# 아우스트랄 항공
아우스트랄 항공(스페인어: Austral Líneas Aéreas)은 아르헨티나의 항공사로 총 22개 노선을 취항하고 있다. 본사는 아르헨티나 부에노스아이레스 위치해 있으며 1957년에 설립했다. 또한 사용하고 있는 허브 공항으로 아에로파르케 호르헤뉴베리이며 주로 아르헨티나의 국내선 노선을 운항하고 있으나 우루과이 국제선 노선도 운항하고 있다.

## 역사
이 항공사의 시초는 1956년에 설립한 아르헨티나 연안 공수(스페인어: Aerotransportes Litoral Argentino)와 1957년에 설립한 아우스트랄 아르헨티나 항공(스페인어: Austral Compañía Argentina de Transportes Aéreos)으로 1971년에 두 항공사가 합병해 현재의 사명으로 변경했다. 1980년에 아르헨티나 정부가 인수해 국영 항공사가 되었으며 1981년과 1983년에 두 번의 민영화를 시도 했으나 이루지 못했다. 1987년에 지주 회사인 씨엘로스델수르(스페인어: Cielos del Sur-역:남쪽하늘)가 인수해 개인 소유가 되었다. 1988년에 국제 항공 운송 협회(IATA)에 가입했다. 하지만 민영화 한 지 3년만인 1990년에 아르헨티나 항공이 85% 지분을 확보하기 위해 민영화를 했으며 이후 지주 회사인 씨엘로스델수르가 이베리아 항공에 매각했다가 1998년에 아르헨티나 항공에 인수되어 자회사가 되었다. 2008년 9월에 다시 국유화가 되었으며 2010년 6월에 항공기 도장이 변경되었다. 2012년 8월 모기업인 아르헨티나 항공과 함께 항공 동맹인 스카이팀에 가입했다. 최근들어 아르헨티나 항공과 통합하는 방안이 검토되고 있지만 노동 조합의 반발로 사측과 지속적으로 충돌하고 있다.
2020년 5월, 아우스트랄 항공은 모기업인 아르헨티나 항공과의 운영 통합을 발표하였고 전 노선과 항공기를 모기업으로 이전하였다.

## 보유 기종
- 2021년 10월 기준으로 아우스트랄 항공은 다음과 같은 기종을 보유하고 있으며 평균 기령은 1.1년이다.[9][10][11][12]

## 같이 보기
- 일본항공기제조 YS-11

## 사진

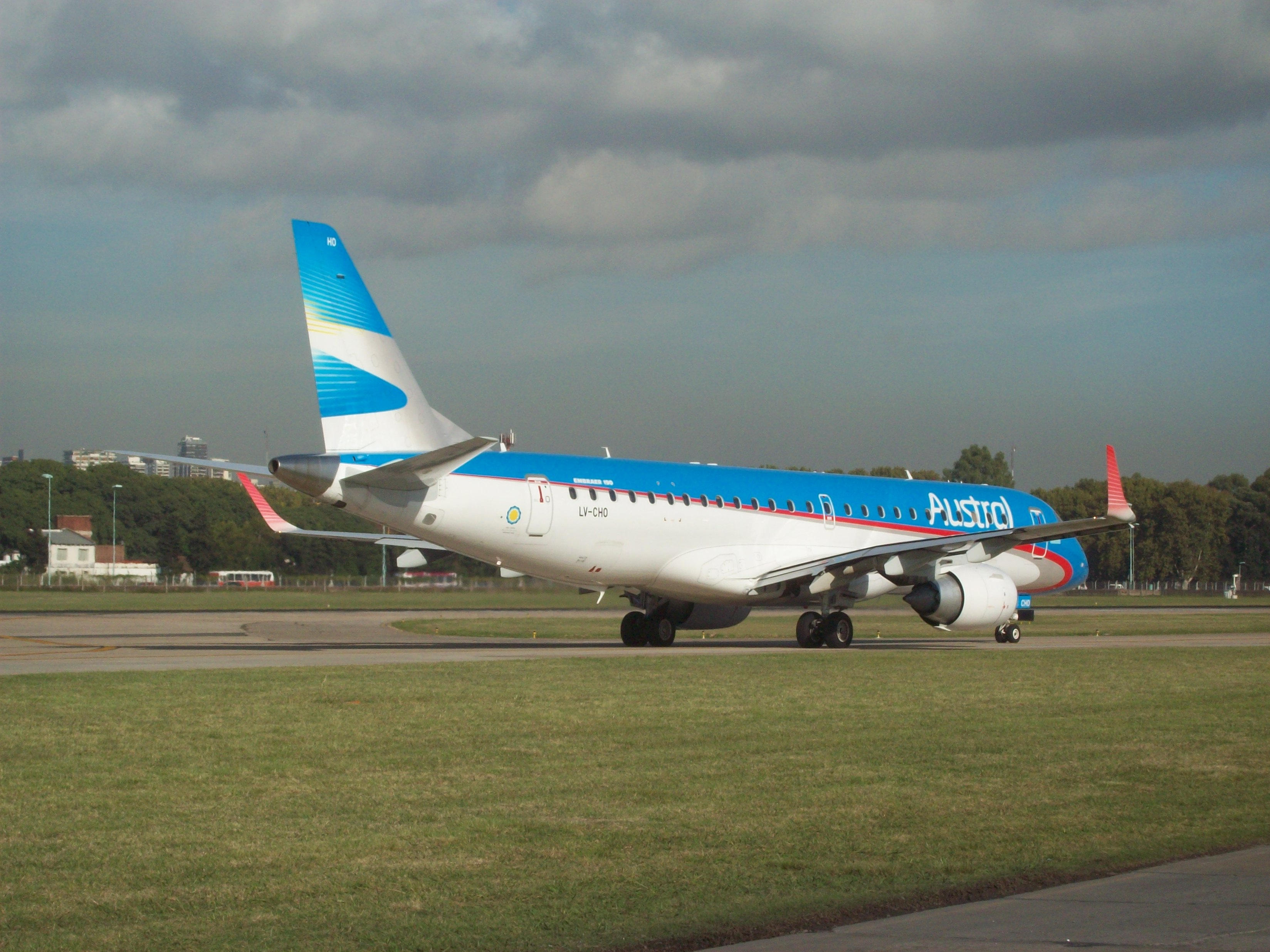
아우스트랄 항공의 엠브라에르 190
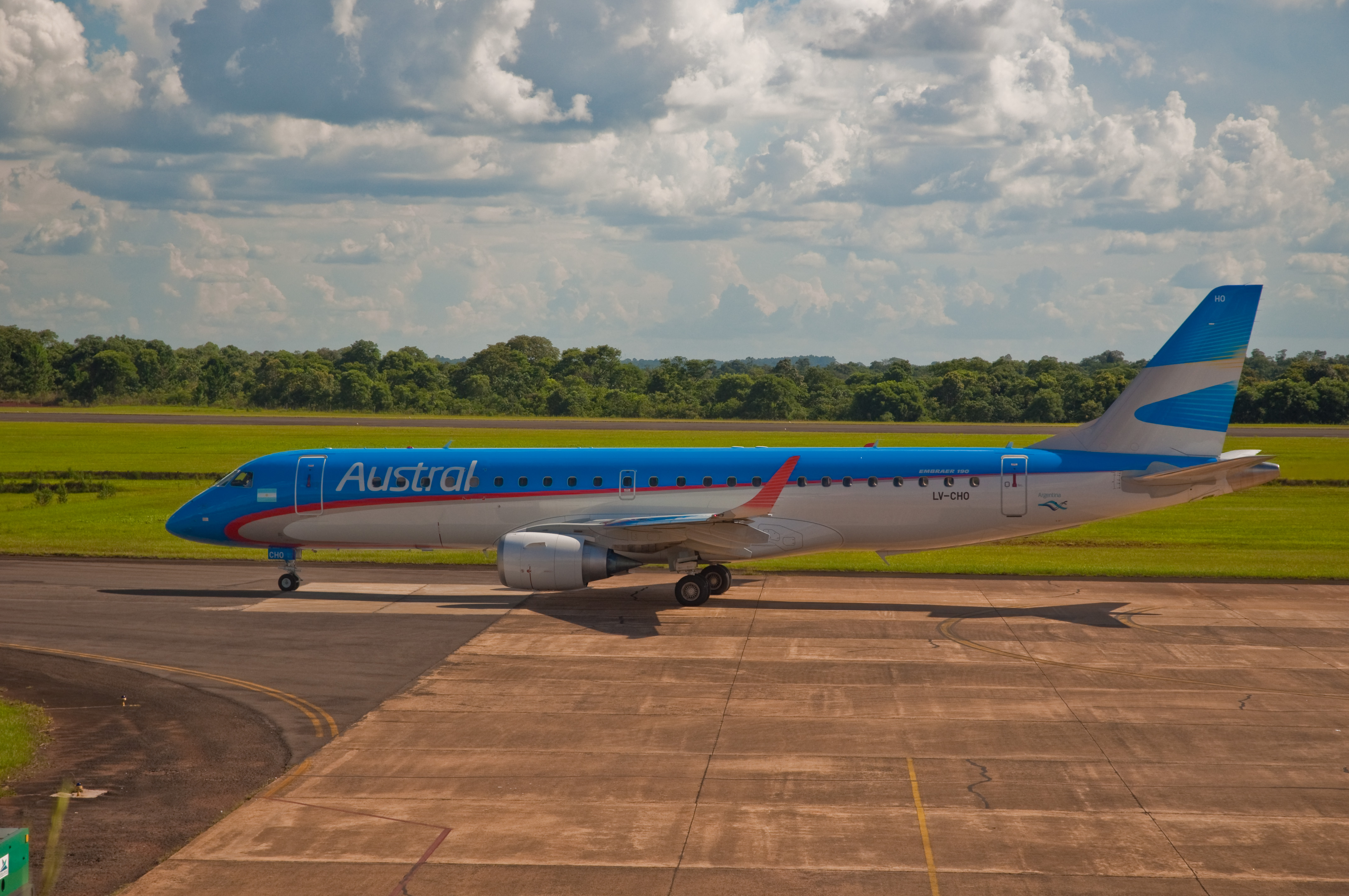
아우스트랄 항공의 엠브라에르 190
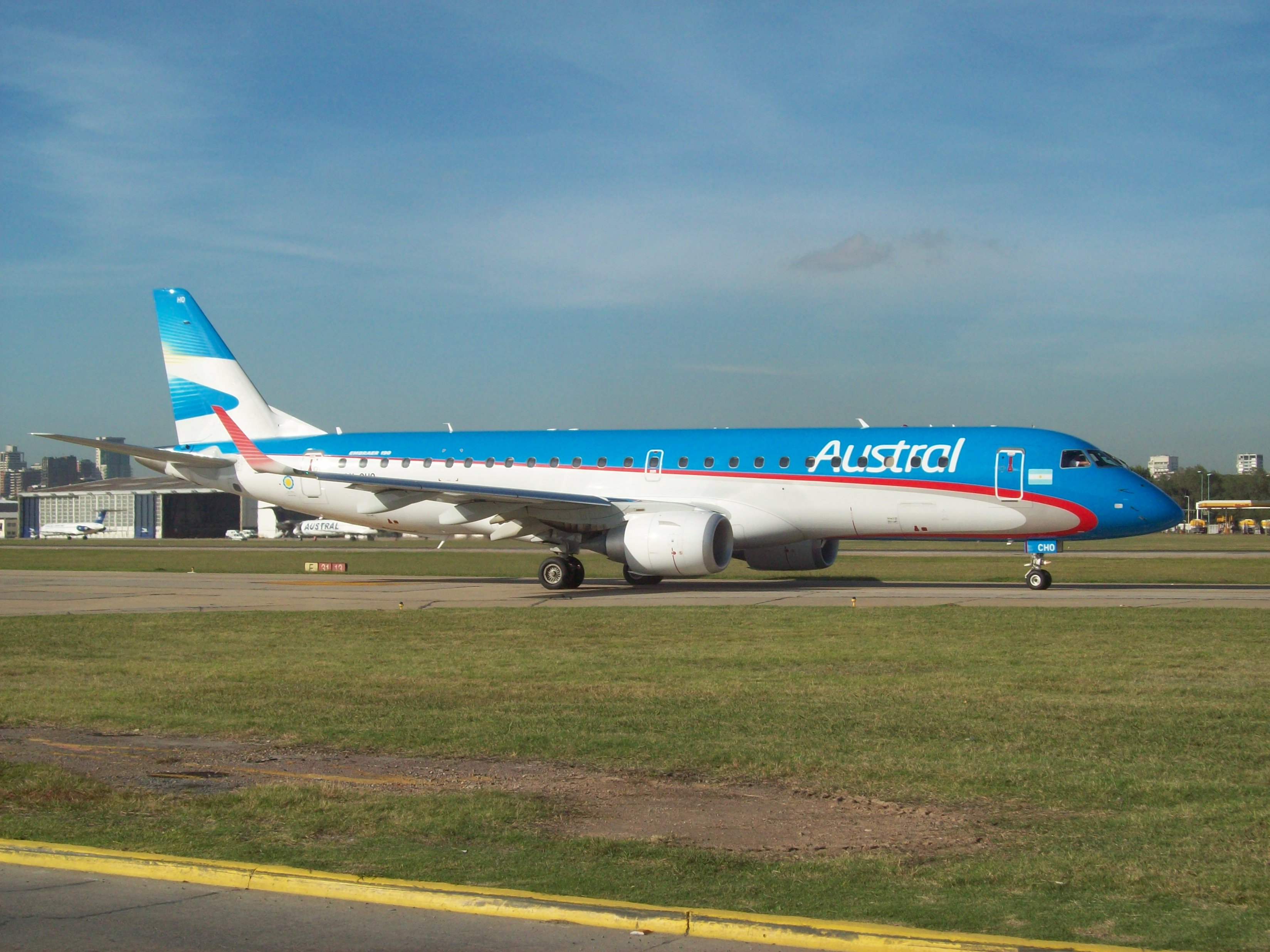
아우스트랄 항공의 엠브라에르 190